# Fimbristylis longistigmata
Fimbristylis longistigmata är en halvgräsart som beskrevs av Ethirajalu Govindarajalu. Fimbristylis longistigmata ingår i släktet Fimbristylis och familjen halvgräs. Inga underarter finns listade i Catalogue of Life.